# 시키역 (오사카부)
시키역(일본어: 志紀駅, しきえき 시키에키[*])은 일본 오사카부 야오시에 위치한 서일본 여객철도의 역이다.

## 역 구조
상대식 승강장으로 2면 2선의 지상역이다. 승강장이 성토 상에 있기 때문에 개찰구 측과는 계단으로 연결되어 있다. 또 엘리베이터 용으로서 양 승강장 간을 연락하는 과선교가 설치되어 있다. 이코카 및 제휴 교통카드의 사용이 가능하다.

### 승강장
| 1 | ■ 야마토지 선 | 오지 · 나라 · 다카다 방면      |
| 2 | ■ 야마토지 선 | 덴노지 · JR 난바 · 오사카 방면 |

## 역사
- 1909년 4월 1일: 일본국유철도 철도역으로서 가시와라 ~ 야오 사이에 신설 개업하였다.
- 1909년 10월 12일: 선로 명칭 제정에 따라 간사이 본선의 소속이 되었다.
- 1987년 4월 1일: 민영화에 따라 서일본 여객철도의 소속이 되었다.
- 2003년 11월 1일: 이코카의 사용이 개시되었다.

## 인접정차역
| 서일본 여객철도 간사이 본선 | 서일본 여객철도 간사이 본선 | 서일본 여객철도 간사이 본선 |
| --------------------------- | --------------------------- | --------------------------- |
| 가시와라 가모 방면          | ■ 야마토지 선 보통          | 야오 오사카 방면            |